# Masaru Učijama
Masaru Učijama (* 14. duben 1957) je bývalý japonský fotbalista.

## Klubová kariéra
Hrával za Yamaha Motors.

## Reprezentační kariéra
Masaru Učijama odehrál za japonský národní tým v roce 1985 celkem 1 reprezentační utkání.

## Statistiky
| Japonsko | Japonsko | Japonsko |
| Roky     | Záp.     | Góly     |
| -------- | -------- | -------- |
| 1985     | 1        | 0        |
| Celkem   | 1        | 0        |